# یواس‌اس آیداهو (۱۸۶۴)
یواس‌اس آیداهو (۱۸۶۴) (به انگلیسی: USS Idaho (1864)) یک کشتی بود که طول آن ۲۹۸ فوت (۹۱ متر) بود. این کشتی در سال ۱۸۶۴ ساخته شد.